# جامعة ليهاي
جامعة ليهاي (بالإنجليزية: Lehigh University)‏ هي جامعة بحثية خاصة في بيت لحم، بنسلفانيا. تأسست عام 1865 من قبل رجل الأعمال أسا باكر. كانت برامجها الجامعية مختلطة منذ العام الدراسي 1971-72. اعتبارًا من عام 2019، كان بالجامعة 5,047 طالبًا جامعيًا و 1,802 طالب دراسات عليا.
يوجد في الجامعة خمس كليات: كلية بي سي روسين للهندسة والعلوم التطبيقية، وكلية الآداب والعلوم، وكلية الأعمال، وكلية التربية، وكلية الصحة. كلية الآداب والعلوم هي الأكبر حيث تضم 35٪ من طلاب الجامعة. تقدم الجامعة درجات البكالوريوس في الآداب، وبكالوريوس العلوم، وماجستير الآداب، وماجستير العلوم، وماجستير إدارة الأعمال، وماجستير الهندسة، وماجستير التربية، ودكتوراه الفلسفة.

## الحياة الدراسية

### الحرم الجامعي

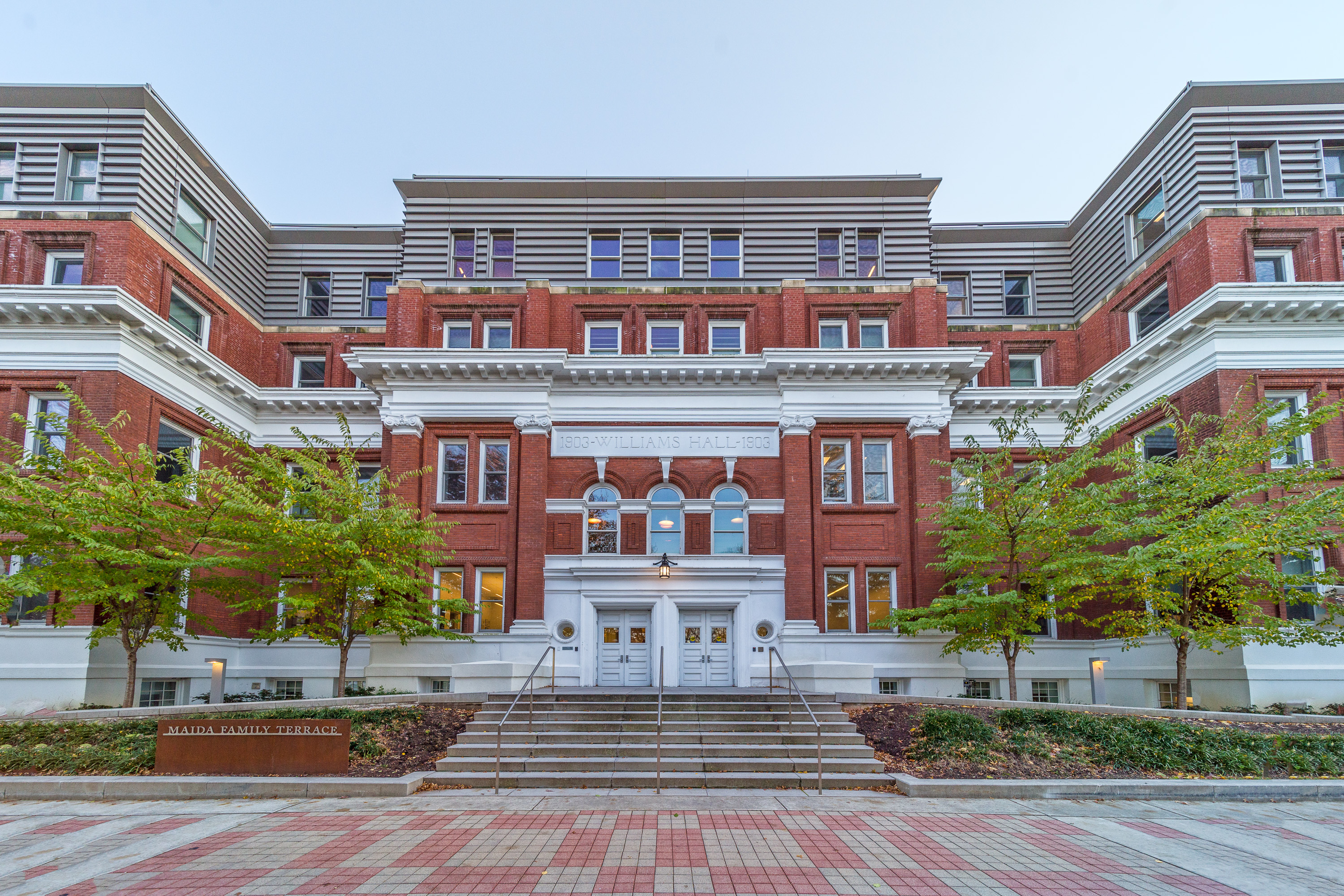
قاعة ويليامز (1904)

تقع الجامعة في وادي ليهاي على بعد 70 ميلاً (110 كم) بالسيارة من فيلادلفيا و 85 ميلاً (137 كم) بالسيارة من مدينة نيويورك.
تشمل الجامعة 2350 فدانًا، بما في ذلك 180 فدانًا من الملاعب الترفيهية و 150 مبنى تضم أربعة ملايين قدم مربع من المساحة الأرضية. يتم تنظيمها في ثلاثة مقار جامعية متجاورة في ساوث ماونتين وحولها، بما في ذلك:
- حرم أسا باكر، الذي بني في المنحدر الشمالي للجبل، هو حرم الجامعة الأصلي.
- الحرم الجامعي ماونتن توب، أعلى الجبل الجنوبي، ويضم ملعبًا رياضيًا داخليًا بالإضافة إلى قاعة إياكوكا.
- حرم موراي هـ. جودمان الجامعي، جنوبًا مباشرة، حيث يوجد ملعب يتسع لـ16000 مقعد ومرافق رياضية أخرى.

في مايو 2012، حصلت الجامعة على هدية تبلغ 755 فدانًا من الممتلكات في بلدة أبر ساكون المجاورة من مؤسسة دونالد بي. ودوروثي إل ستابلر. أتاحت الهدية من تركة المتبرع منذ فترة طويلة للجامعة توسيع نطاق وجودها لتشمل الآن 2350 فدانًا.

### القبول
تصنف مجلة يو إس نيوز آند وورد ريبورت انتقائية القبول بالجامعة على أنه «الأكثر انتقائية». بالنسبة لفئة 2022، تلقت الجامعة 15623 طلبًا وقبلت 3418 (22٪). عام 2022 كان العام الأكثر انتقائية بمعدل قبول 19٪.

### الكليات
- كلية بي سي روسين للهندسة والعلوم التطبيقية
- كلية إدارة الأعمال
- كلية الآداب والعلوم
- كلية التربية
- كلية الصحة

اعتبارًا من عام 2019، تضم الجامعة 540 عضوًا من أعضاء هيئة التدريس بدوام كامل، مع 95٪ يحملون درجة الدكتوراه أو أعلى درجة في مجالهم. يتعين على أعضاء هيئة التدريس الحصول على ما لا يقل عن أربع ساعات مكتبية في الأسبوع.
يبلغ متوسط حجم فصول ليهاي 28 طالبًا؛ نسبة الطلاب إلى أعضاء هيئة التدريس هي 9: 1.

## التصنيفات
صنفت مجلة يو إس نيوز آند وورد ريبورت الجامعة في المرتبة 49 بين «الجامعات الوطنية»، والمرتبة 13 في «أفضل تعليم جامعي»، والمرتبة 29 في «أفضل المدارس القيمة» في إصدارها لعام 2022 من «أفضل الكليات». صنفت مجلة ذي إيكونوميست الجامعة في المرتبة السابعة بين الجامعات الوطنية في تصنيفها لعام 2015 للكليات الأمريكية غير المهنية المصنفة حسب أرباح الخريجين.
حصلت الجامعة على جائزة الإنجاز المستدام في الحرم الجامعي لعام 2020 من جمعية النهوض بالاستدامة في التعليم العالي لمشاركتها في مشروع تعاون الطاقة الشمسية جنبًا إلى جنب مع كلية ديكنسون وكلية موهلينبيرج وكلية لافاييت.

## الالعاب الرياضية
فرق ليهاي كانت تسمي باسم المهندسين حتى عام 1995، وتُعرف الآن رسميًا باسمل يهاي ماونتن هوكس.
تتنافس فرق ليهاي في 25 رياضة مختلفة من القسم الأول من الرابطة الوطنية لرياضة الجامعات. احتل معدل تخرج طلاب رياضيين في جامعة ليهاي لعام 2006 بنسبة 97٪ في المرتبة 12 من بين جميع مؤسسات اتحاد الألعاب الرياضية الأمريكي القسم الأول وعددها 326. في عام 2002، حصلت الجامعة علي جائزة لحصولها أعلى معدل تخرج في البلاد من بين جميع مؤسسات القسم الأول.
إحتل خريجو الجامعة وظائف احترافية في الدوري الوطني لكرة القدم ودوري كرة القاعدة الرئيسي والدوري الأمريكي لكرة القدم والدوري الوطني لكرة السلة كلاعبين وكشافة ومدربين ومالكين. تنافس خريجو ليهاي في سوبر بول وفازوا بميداليات ذهبية للولايات المتحدة في الأولمبياد.

## خريجون بارزون
- مارتن بارون، رئيس تحرير صحيفة أمريكي.
- علي بن إبراهيم النعيمي، زير البترول والثروة المعدنية السعودي السابق ورئيس مجلس أمناء جامعة الملك عبد الله للعلوم والتقنية.
- هاري بنكي، جراح تجميل أمريكي يلقب بأبي الجراحة المجهرية.
- ستايسي كونينغهام، مصرفية أمريكية.
- تيري هارت، ضابط ورائد فضاء وطيار من الولايات المتحدة الأمريكية.
- سي جاي مكولوم، لاعب كرة سلة أمريكي.